# SM Tb 81 T
SM Tb 81 T – austro-węgierski torpedowiec z okresu I wojny światowej typu Tb 74 T. Od 1920 roku do lat 50. służył w marynarce Rumunii pod nazwą Sborul, w latach 1944-1945 służył w marynarce ZSRR jako Musson.

## Służba
SM Tb (Torpedowiec Jego Cesarskiej Mości) 81T wszedł do służby w marynarce Austro-Węgier 2 grudnia 1914 roku, jako ósmy i ostatni okręt swojego typu. 21 maja 1917 roku nazwę skrócono do SM Tb 81.
Tb 81 służył aktywnie podczas I wojny światowej. Między innymi, 14 maja 1918 roku został zaatakowany przez 7 włoskich wodnosamolotów, z których jeden zestrzelił, a po jego wodowaniu, odholował go do bazy. Ponownie 19 maja 1918 roku okręt zestrzelił włoski wodnosamolot, biorąc lotników do niewoli, lecz samolot zatonął podczas próby holowania.
Okręt przetrwał wojnę, po czym w ramach podziału floty Austro-Węgier w 1920 roku przekazano go Rumunii (wraz z bliźniaczymi: Tb 74T, 75T i 80T oraz trzema okrętami zbliżonego typu Tb 82F). Po wcieleniu do rumuńskiej floty otrzymał nazwę „Sborul”.
Po modernizacji uzbrojenia, „Sborul” służył podczas II wojny światowej, głównie do celów eskortowych. 21 sierpnia 1944 roku został uszkodzony przez radzieckie lotnictwo w Sulinie, po czym zdobyty tam 27 sierpnia przez wojska radzieckie i wcielony 5 września do służby w marynarce radzieckiej (wraz z byłym rumuńskim „Smeulem”). 14 września 1944 roku wszedł w skład Floty Czarnomorskiej jako patrolowiec pod nazwą „Musson” (Муссон). 12 października 1945 roku został zwrócony Rumunii, w której służył do lat 50. pod dawną nazwą, a później pod oznaczeniem E-2. Został złomowany w 1958 roku.

## Opis
Tb 81 T wyposażony był w dwa kotły parowe typu Yarrow, które współpracowały z dwoma turbinami parowymi systemu Parsonsa. Okręt uzbrojony był początkowo w dwie armaty kalibru 66 mm L/30, pojedynczy karabin maszynowy Schwarzlose oraz dwie podwójne wyrzutnie torped kalibru 450 mm. Od 1917 roku rufową armatę 66 mm mocowano na okrętach tego typu na podstawie umożliwiającej prowadzenie ognia do celów powietrznych.
Na początku II wojny światowej na „Sborulu” zamieniono rufową armatę 66 mm na pojedyncze półautomatyczne działko przeciwlotnicze 37 mm C/30 L/83, dodano działko plot. 20 mm C/38 i 4 miotacze i 2 zrzutnie bomb głębinowych. W toku wojny zdjęto wyrzutnie torpedowe.